# Erica papyracea
Erica papyracea är en ljungväxtart som beskrevs av Guthrie och Bolus. Erica papyracea ingår i släktet klockljungssläktet, och familjen ljungväxter. Inga underarter finns listade i Catalogue of Life.